# Німрод Шапіра Бар-Ор
Німрод Шапіра Бар-Ор (25 квітня 1989) — ізраїльський плавець.
Учасник Олімпійських Ігор 2008, 2012 років.